# Todifélék
A todifélék (Todidae) a madarak (Aves) osztályának szalakótaalakúak (Coraciiformes) rendjébe tartozó család. Egy nem és öt faj tartozik a családba.

## Rendszerezésük
A család az alábbi nemet és fajokat foglalja magában:
- Todus Brisson, 1760 – 5 faj
  - kubai todi (Todus multicolor)
  - keskenycsőrű todi (Todus angustirostris)
  - szélescsőrű todi (Todus subulatus)
  - jamaicai todi (Todus todus)
  - sárgahasú todi (Todus mexicanus)

## Előfordulásuk
A karib-tengeri szigetvilág nagyobb szigeteinek (Jamaica, Kuba, Puerto Rico, Haiti) erdeiben és erdős hegyvidékein honosak.

## Megjelenésük
A madarak testhosszuk 11-12 centiméter és testtömegük 14-20 gramm. A színezet nagyon hasonlít, mind az öt fajnál: a fej, a hát és a farok zöld, a torok piros és a hasi rész fehér, amelyben sárga és piros árnyalatok vannak. Ezek alapján, meg a csőr alakjáról lehet megkülönböztetni őket egymástól. Az elülső három ujj részben összekapcsolódik egymással. A hosszú lábat elülső oldalán szarusín védi, ugyanúgy, mint a jégmadárnál.

## Életmódjuk
A todifélék területi jellegűek és párokban élnek. Táplálékuk rovarok, köztük méhek, darazsak, szitakötők, bogarak és lepkék; fiatal gyíkokat és más kisebb állatokat is fogyasztanak.

## Szaporodásuk
Az ivarérettséget 1-2 évesen érik el. Évente egyszer költenek. A költési időszak május–június között van. A fészek egy meredek partoldalba, 30-45 centiméter magasságba van vájva. Az alagút körülbelül 30 centiméter mély, és elhagyása után, különböző állatok foglalják el. A fészekaljban általában 2-4, szinte gömb alakú fehér tojás található. Ezeken mindkét szülő 20 napig kotlik. A szülők naponta 140-szer etetik meg a fiókákat. A fiatal madarak 21 naposan repülnek ki.